# Hongjunlu (häradshuvudort i Kina, Heilongjiang Sheng, lat 45,30, long 130,98)
Hongjunlu (kinesiska: 红军路, 鸡冠区) är en häradshuvudort i Kina. Den ligger i provinsen Heilongjiang, i den nordöstra delen av landet, omkring 340 kilometer öster om provinshuvudstaden Harbin. Antalet invånare är 365 385. Befolkningen består av 179 924 kvinnor och 185 461 män. Barn under 15 år utgör 10,0 %, vuxna 15-64 år 80 %, och äldre över 65 år 9,0 %.
Runt Hongjunlu är det ganska tätbefolkat, med 78 invånare per kvadratkilometer. Närmaste större samhälle är Jixi, 1,5 km väster om Hongjunlu. Trakten runt Hongjunlu består till största delen av jordbruksmark.
Genomsnittlig årsnederbörd är 752 millimeter. Den regnigaste månaden är juli, med i genomsnitt 164 mm nederbörd, och den torraste är januari, med 3 mm nederbörd.